# Yogi Rock

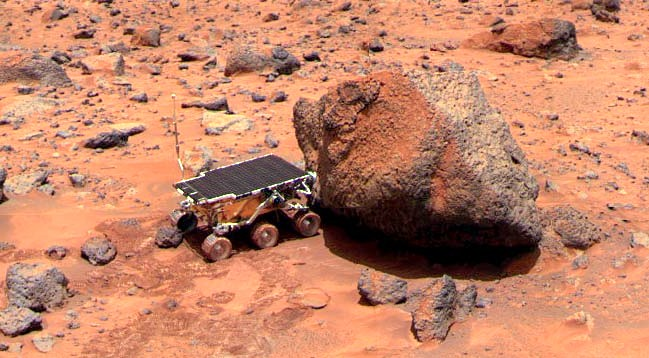
Le robot Sojourner utilise son spectromètre APXS sur le rocher Yogi.

Yogi Rock est un rocher analysé sur la planète Mars par le module d'exploration Mars Pathfinder en 1997. Le rocher tient son nom d'un personnage de dessin animé, Yogi l'ours, dont le rocher semble sous un certain angle imiter la tête. Le rocher  est par ailleurs la première roche retrouvée sur Mars qui soit constituée de basalte, impliquant une activité volcanique sur la planète rouge. La surface du Yogi Rock étant également très lisse, on suppose la présence d'eau dans la région, à une époque aujourd'hui lointaine. C'est également la première roche à avoir été retrouvée par le module Pathfinder, qui fut analysée au spectrographe à rayons X qui permit de déterminer sa composition.